# Tấn Văn công
Tấn Văn công (chữ Hán: 晉文公, 697 TCN - 628 TCN), tên thật là Cơ Trùng Nhĩ (姬重耳), là vị vua thứ 24 của nước Tấn - chư hầu nhà Chu thời Xuân Thu trong lịch sử Trung Quốc. Ông cai trị từ năm 636 TCN đến năm 628 TCN, tổng cộng 8 năm.
Tấn Văn công có một sự nghiệp hết sức đáng chú ý, lưu vong 19 năm, được các thủ hạ Triệu Thôi (赵衰; tiên tổ nước Triệu), Hồ Uyển (狐偃), Cổ Đà (贾佗), Tiên Chẩn (先轸), Ngụy Vũ tử (魏武子; tiên tổ nước Ngụy); sau ông trở về lên ngôi vua nước Tấn, tạo nên nền móng cơ sở sự hùng mạnh của nước Tấn trong cả thế kỉ về sau. Cũng từ ông, mà các tiên tổ nước Triệu, nước Ngụy và nước Hàn dần có thế lực, kết quả là tạo nên 3 quốc gia Tam Tấn nổi tiếng thời Chiến Quốc.
Vì sự nghiệp rạng rỡ và đầy tính huyền thoại, được xếp vào trong Ngũ Bá thời Xuân Thu, được sử sách nhắc tới nhiều.

## Thân thế
Tấn Văn công là con trai trưởng của Tấn Hiến công, vua thứ 19 nước Tấn. Mẹ ông là Hồ Quý cơ (狐季姬) người nước Địch, vốn là thiếp của Hiến công, sinh ra ông năm 697 TCN. Cơ Trùng Nhĩ lớn lên khi ông nội là Tấn Vũ công đang phát triển lực lượng ở Khúc Ốc, nhiều lần tiến về đất Dực tranh ngôi vua Tấn với chi trưởng chưa thành công.
Khi còn trẻ, Trùng Nhĩ đã tỏ ra kính trọng kẻ sĩ, được nhiều người quý mến theo giúp. Năm 17 tuổi (681 TCN), ông đã có 5 kẻ sĩ theo phò tá là Triệu Thôi, Hồ Yển, Giả Đà, Tiên Chẩn và Ngụy Sưu.
Năm 679 TCN, Tấn Vũ công đánh diệt Tấn hầu Dẫn, trở thành quốc chủ của toàn nước Tấn. Cha Trùng Nhĩ là Cơ Quỹ Chư được lập làm Thế tử, lúc đó Trùng Nhĩ đã trưởng thành. Năm 677 TCN, Tấn Vũ công qua đời, cha ông lên ngôi, sử gọi là Tấn Hiến công. Năm đó Trùng Nhĩ đã được 21 tuổi.

## Thời Tấn Hiến công
Xem thêm: Cơ Thân Sinh
Trùng Nhĩ tuy về mặt thứ tự là con trai trưởng nhưng mẹ ông không phải là vợ chính của vua cha. Cho nên con trai phu nhân Tề Khương là Thân Sinh, tuy chỉ là con thứ 3 nhưng lại được lập làm Thế tử do mang thân phận là đích tử (con của chính thất).
Năm 672 TCN, Tấn Hiến công sủng ái chị em Ly Cơ người nước Nhung, phong làm phu nhân thay mẹ Thân Sinh đã qua đời. Năm 665 TCN, Ly Cơ sinh con trai là Hề Tề. Hiến công có ý định phế Thân Sinh để cho Hề Tề lên thay. Vì các con Trùng Nhĩ, Di Ngô và Thân Sinh đã lớn mà Hề Tề còn nhỏ nên chưa tiện thay ngôi, Hiến công bèn tính kế đưa con lớn đi trấn thủ ở ngoài, sai Trùng Nhĩ đi trấn thủ thành Bồ gần biến giới phía bắc, sai Thân Sinh trấn thủ đất Khúc Ốc và sai Di Ngô trấn thủ đất Khuất.
Năm 655 TCN, Hiến công nghe lời gièm pha của Ly Cơ, bèn giết Thân Sinh và lập Hề Tề làm Thế tử. Trùng Nhĩ và Di Ngô đang đến Giáng đô thăm cha, cũng bị Ly Cơ gièm pha, sợ hãi vội bỏ chạy về đất trấn thủ là ấp Bồ và ấp Khuất lo cố thủ.
Tấn Hiến công giận hai con lớn bỏ đi vô phép bèn điều quân đánh đất Bồ và đất Khuất. Bột Đề đánh đất Bồ, định bắt Trùng Nhĩ tự sát nhưng ông kịp vượt tường bỏ trốn. Bột Đề đuổi theo chém với theo, đứt vạt áo Trùng Nhĩ. Ông chạy thoát sang quê mẹ ở đất Địch. Nhiều người nước Tấn mến mộ ông bèn bỏ nước Tấn chạy theo phò tá ông.

## Lưu lạc

### Ở nước Địch
Năm 652 TCN, sau khi đuổi Di Ngô sang đất Lương, Tấn Hiến công lại đánh nước Địch để truy kích Trùng Nhĩ nhằm bảo vệ ngôi Thế tử sau này cho Hề Tề. Nước Địch là quê mẹ Trùng Nhĩ, vì Trùng Nhĩ mà mang quân ra chống cự quân Tấn ở Nghiết Tang. Quân Tấn không thắng được phải rút lui.
Người nước Địch đánh bộ tộc Cao Như, bắt được 2 người con gái là Quý Ngỗi và Thúc Ngỗi, bèn gả Quý Ngỗi cho Trùng Nhĩ, Thúc Ngỗi cho Triệu Thôi. Ông sinh được 2 người con ở đất Địch.
Năm 651 TCN, vua cha Tấn Hiến công qua đời. Đại phu Lý Khắc giết cả Hề Tề và Trác Tử cùng người phụ chính là Tuân Tức, rồi cùng Bì Trịnh sai sứ đi mời Trùng Nhĩ về làm vua. Tuy nhiên ông sợ vây cánh những người chống đối còn đông nên thác cớ bất hiếu không để tang cha mà từ chối trở về.
Lý Khắc và Bì Trịnh bèn mời Di Ngô về lập làm vua mới, tức là Tấn Huệ công. Năm 644 TCN, Tấn Huệ công kết oán với nước Tần và người các đại phu trong nước, sợ mọi người rước Trùng Nhĩ về, nên lại sai Bột Đề đi cùng một tráng sĩ ám sát ông. Có người báo tin cho Trùng Nhĩ, ông bèn bỏ nước Địch chạy sang nước Tề.

### Ở nước Tề
Trên đường qua nước Vệ, ông được Vệ Văn công đón tiếp. Sau những ngày bị đói dọc đường, ông tới được nước Tề nương nhờ bá chủ Tề Hoàn công. Tại nước Tề, Trùng Nhĩ được Tề Hoàn công hết sức trọng vọng và gả một người con gái trong họ là nàng Tề Khương cho làm vợ.
Năm 643 TCN, Tề Hoàn công mất, các con tranh giành ngôi vua, trong nước biến loạn. Triệu Thôi và Cữu Phạm bàn nhau đưa Trùng Nhĩ đi nơi khác, nhưng ông quá yêu Tề Khương không muốn rời. Người hầu của Tề Khương nghe trộm được ý định của Triệu Thôi, bèn báo cho Tề Khương. Tề Khương bèn khuyên ông lên đường lo sự nghiệp, nhưng Trùng Nhĩ chỉ muốn ở lại với Tề Khương. Tề Khương bèn bàn với Triệu Thôi chuốc rượu cho Trùng Nhĩ say và đưa lên xe đi khỏi nước Tề.

### Đến nước Sở
Xe của Trùng Nhĩ qua nước Tào. Tào Cung công đối xử không tốt với ông nhưng ông được đại phu nước Tào là Hi Phụ Cơ chu cấp.
Đến nước Tống, ông được Tống Tương công coi trọng, nhưng vì nước Tống vừa bị nước Sở đánh cho thua lớn trong trận chiến giành quyền bá chủ nên nước Tống không thể giúp được ông.
Trùng Nhĩ bèn chạy sang nước Trịnh. Trịnh Văn công không đón tiếp, ông đành chạy sang nước Sở. Sở Thành vương vừa thắng nước Tống, rất trọng thị ông. Sở Thành vương mở yến tiệc thiết đãi, hỏi ông rằng sau này sẽ báo đáp nước Sở thế nào, Trùng Nhĩ trả lời rằng: 
"Nếu hai nước phát sinh chiến tranh, nước Tấn sẽ lui nhường nước Sở 3 xá"
Đại tướng nước Sở là Thành Đắc Thần nghe thấy câu trả lời này đã đoán trước được chí lớn của Trùng Nhĩ và đề nghị Sở Thành vương ra tay trước giết công tử để trừ hậu họa, tuy nhiên Sở vương đã từ chối độc kế này của Thành Đắc Thần.

## Về nước

### Lần thứ nhất
Nước Tần giận Tấn Hoài công tự ý trốn về làm vua thay Tấn Huệ công, nên Tần Mục công bèn sai sứ đến rước Trùng Nhĩ về làm vua Tấn.
Trùng Nhĩ đến nước Tần, được Tần Mục công gả cho 5 người con gái, trong đó có Hoài Doanh là vợ cũ của vua cháu Tấn Hoài công.
Tháng 3 năm 636 TCN, Tần Mục công sai quân đưa Trùng Nhĩ về nước. Trùng Nhĩ sai người về báo cho vây cánh các đại phu Loan Chi, Khước Bốc làm nội ứng ở Giáng đô đón quân Tần. Tấn Hoài công điều quân ra chống quân Tần, nhưng số đông binh sĩ và nhân dân nghe tiếng Trùng Nhĩ đều có ý đón rước không muốn chống lại. Tấn Hoài công biết mình thế cô, bèn bỏ chạy sang đất Cao Lương.
Trùng Nhĩ vào Giáng đô, trở thành vua Tấn Văn công. Ngày mậu thân tháng đó, Tấn Văn công sai người đến đất Cao Lương giết Tấn Hoài công.

### Lần thứ hai
Vây cánh những người chống lại Tấn Văn công còn khá đông, cầm đầu là Lã Sảnh và Khước Nhuế vốn là bầy tôi gần gũi của Tấn Huệ công. Hai người mưu đốt cung điện để ám sát ông và lập vua khác.
Hoạn quan Bột Đề vốn từng 2 lần được cử đi giết ông không thành trước đây, biết mưu của Lã Sảnh, bèn đi báo với Tấn Văn công. Văn công mới về nước, sợ vây cánh họ Lã và họ Khước chưa diệt hết, bèn vi hành bí mật sang nước Tần một lần nữa để tránh. Tần Mục công đón tiếp ông ở Vương Thành. Trong nước Tấn chỉ có mấy cận thần biết vua đã ra ngoài.
Lã Sảnh và Khước Nhuế đốt cung điện nhưng không bắt được Tấn Văn công. Quân họ Lã và họ Khước đụng độ với vệ binh của Tấn Văn công, bị đánh bại bỏ chạy. Tần Mục công sai sứ đến dụ Lã Sảnh và Khước Nhuế đến gặp để bàn lập người khác làm vua. Lã Sảnh và Khước Nhuế đến liền bị vua Tần bắt giết trên sông Hoàng Hà. Sau đó Tần Mục công sai 3000 quân hộ vệ Tấn Văn công trở về nước Tấn. Từ đó nước Tấn yên ổn.

## Ban thưởng
Tấn Văn công đoàn tụ với gia quyến cũ ở các nước sau 19 năm lưu lạc (655 TCN – 636 TCN). Ông phong con trai thứ ba là công tử Cơ Hoan làm Thế tử cũng như ban thưởng cho các công thần có công đi theo phò tá mình, người công lớn được phong ấp, người công nhỏ được tước vị.
Việc ban thưởng chưa xong thì nhà Chu sang báo có loạn: vương tử Đái cướp ngôi Chu Tương Vương. Tấn Văn công vội điều quân đi cứu nhà Chu, để dở dang việc ban thưởng. Trong số những người đi lưu lạc có Giới Tử Thôi chưa được ban thưởng. Tử Thôi không muốn làm theo những công thần kể công lao để lĩnh thưởng mà tự bỏ đi ở ẩn, mang mẹ già đi theo.
Thủ hạ của Giới Tử Thôi thương Tử Thôi thiệt thòi, có người viết thư treo ở cửa cung Tấn Văn công, có ý oán trách vua quên người có công. Văn công nhớ ra Giới Tử Thôi, bèn sai người đi mời không được. Hai mẹ con Tử Thôi đi ở ẩn trong núi Miên Thượng rồi mất.
Tấn Văn công ân hận vì không kịp ban thưởng cho Tử Thôi, bèn lệnh lấy đất Miên Thượng cấp cho Tử Thôi, gọi là "ruộng Tử Thôi", còn núi Miên Thượng gọi là "Thôi Sơn", nhằm nhận lỗi lầm của mình và biểu dương Giới Tử Thôi là người hiền.

## Bá chủ chư hầu

### Giúp nhà Chu
Năm 636 TCN, Chu Tương Vương bị vương tử Đái cướp ngôi, chạy sang lưu vong ở nước Trịnh và cầu cứu Tấn Văn công.
Năm 635 TCN, Tấn Văn Công mang quân đến đất Dương Phàn, bao vây ấp Ôn của vương tử Đái. Đồng thời ông đón Chu Tương vương về đất nhà Chu. Tháng 4 năm đó, ông tiến quân vào diệt vương tử Đái. Chu Tương vương được phục ngôi, ban cho Tấn Văn công ngọc khuê và cung tên, rồi cắt đất Dương Phàn và Hà Nội cho Tấn Văn công.

### Đánh bại quân Sở
Năm 633 TCN, Sở Thành vương mang quân bao vây nước Tống. Tống Thành công sai Công Tôn Cố sang cầu viện nước Tấn. Cuối năm đó, Tấn Văn công bèn lập 3 đạo quân, sai Hồ Yển và Hồ Mao chỉ huy thượng quân; Khước Cốc và Khước Trăn chỉ huy trung quân; Loan Bá và Tiên Chẩn chỉ huy hạ quân; Văn công dùng Ngụy Thù và Tuân Lâm Phủ hộ vệ, ra trận đánh quân Sở.
Đầu năm 632 TCN, Tấn Văn công đánh nước Tào là chư hầu của Sở, đồng thời báo thù việc đối xử không tốt của Tào Cung công trên đường lưu lạc trước đây, nhằm kéo quân Sở ra khỏi nước Tống nhằm giải vây cho Tống Thành công. Tấn Văn công định mượn đường nước Vệ nhưng Vệ Thành công không cho, vì vậy ông chuyển sang đánh nước Vệ, đánh chiếm thành Ngũ Lộc.
Tháng giêng năm 632 TCN, Vệ Thành công muốn liên minh với nước Sở, cầu Sở Thành vương cứu nhưng người trong nước không ủng hộ, bị đuổi phải chạy ra đất Tương Ngưu. Công tử Mãi chiếm giữ nước Vệ xin hòa với nước Tấn. Tấn Văn công cho nước Vệ giảng hòa rồi mang quân đánh nước Tào. Quân Tấn vây hãm nước Tào trong 3 tháng, cuối cùng chiếm được thành, bắt sống Tào Cung công. Đại phu Hi Phụ Cơ có ơn chu cấp cho Văn công quân Tấn không đụng đến xóm ấp nơi ông sống.
Quân Sở vẫn đang vây hãm nước Tống. Tấn Văn công có ơn với cả vua Tống và vua Sở trên đường lưu lạc nên phân vân khó xử chưa biết ủng hộ bên nào. Tiên Chẩn hiến kế bắt nước Tào và nước Vệ cắt đất cho nước Tống khiến Sở Thành vương phải giải vây Tống sang cứu Tào và Vệ. Quả nhiên Sở Thành vương rút quân khỏi nước Tống, muốn rút về nước và giảng hòa với Tấn. Tướng Sở là Thành Đắc Thần không đồng tình, nhất định đòi giao tranh với quân Tấn. Sở Thành vương giận Đắc Thần, chỉ cấp cho ít quân.
Thành Đắc Thần sai sứ là Uyển Xuân đến gặp Tấn Văn công, đề nghị phục ngôi cho vua Tào và vua Vệ thì quân Sở sẽ thôi đánh Tống. Tấn Văn công bắt giữ Uyển Xuân, không đàm phán với Đắc Thần. Mặt khác, ông sai người ngầm giao hẹn với Vệ Thành công và Tào Cung công sẽ phục ngôi cho hai người nếu họ tuyệt giao với nước Sở. Vua Tào và vua Vệ chấp nhận làm theo Tấn Văn công.
Thành Đắc Thần thấy hai chư hầu Tào, Vệ tuyệt giao Sở để theo Tấn, nổi giận thúc quân đánh Tấn. Tấn Văn công giữ đúng giao ước với Sở Thành vương khi nương nhờ ở nước Sở, bèn hạ lệnh quân Tấn lui 3 xá là 90 dặm để nhường quân Sở, tới Thành Bộc. Tuy nhiên Thành Đắc Thần đang hăng hái không chịu lui binh, tiếp tục thúc quân Sở tiến lên truy kích.
Tháng 4 năm 632 TCN, Tấn Văn công đóng quân ở Thành Bộc, có Tống Thành công cùng tướng các nước Tề, Trần hội binh hỗ trợ. Phía quân Sở có quân Trịnh theo giúp. Ngảy Kỷ Tị, hai bên đánh nhau to ở Thành Bộc. Quân Tấn đại thắng quân Sở. Thành Đắc Thần mang tàn quân tháo chạy.
Trịnh Văn công nghe tin Sở bị Tấn đánh bại, bèn sai sứ đến xin quy phục nước Tấn. Tấn Văn công đồng ý cho Trịnh giảng hòa.

### Hội thiên tử và chư hầu
Tấn Văn công rút quân về đất Hành Ung, làm cung điện cho Chu Tương Vương ở đất Tiễn Thổ. Ông mang trăm cỗ xe bắt được của nước Sở và 1000 tù binh Sở dâng Chu Tương vương. Vua Chu sai vương tử Hồ đến hội, phong ông làm bá chủ chư hầu. Từ đó Tấn Văn công chính thức trở thành bá chủ.
Nghe tin Sở Thành vương trách tội khiến Thành Đắc Thần phải tự tử, Tấn Văn công mới hết lo việc chiến tranh với nước Sở. Ông phục ngôi cho vua Vệ và vua Tào.
Mùa đông năm đó, Tấn Văn công lại hội chư hầu ở đất Ôn và sai sứ mời Chu Tương vương tới hội chư hầu ở Hà Dương. Vì thiên tử đã suy yếu, Tương vương phải đến theo triệu tập của nước Tấn. Sử ký nói về sự kiện này rằng: "Sử sách tránh việc bề tôi triệu kiến quân chủ, nên chỉ ghi: Thiên tử đi tuần thú ở Hà Dương".

### Đánh Trịnh
Tấn Văn công chỉnh lại quân đội, dùng Tuân Lâm Phủ chỉ huy trung quân, Tiên Cốc chỉ huy hữu quân, Tiên Miệt chỉ huy tả quân.
Năm 630 TCN, Tấn Văn công vì nước Trịnh có thù với mình khi lưu lạc, lại giúp Sở chống Tấn nên cùng Tần Mục công mang quân đánh Trịnh. Nước Trịnh bị vây hãm. Đại phu nước Trịnh là Thúc Thiêm phải tự sát để lấy lòng nước Tấn nhưng Văn công vẫn đòi bắt vua Trịnh.
Trịnh Văn công bèn sai sứ đến gặp Tần Mục công, phân tích lợi hại: đánh Trịnh chỉ làm tăng uy thế của Tấn, không lợi gì cho Tần. Tần Mục công bèn tự mình rút quân. Tấn Văn công vây Trịnh không hạ được cũng bãi binh về nước.

## Qua đời
Năm 628 TCN, Tấn Văn công mất. Ông ở ngôi được 9 năm, thọ 69 tuổi. Tấn Văn công là bá chủ thứ 2 sau Tề Hoàn công, đã giao tranh với 4 nước Tào, Vệ, Sở, Trịnh; 2 lần họp chư hầu. Ông được an táng về thành Khúc Ốc.
Thế tử Cơ Hoan lên nối ngôi, tức là Tấn Tương công. Tương công kế tục được ngôi bá chủ của Văn công để lại.

## Gia quyến
- Phu nhân: ít nhất 10 phu nhân[2].
  - Văn Doanh (文嬴), con gái Tần Mục công, không con.
  - Hoài Doanh (懷嬴), con gái Tần Mục công, sinh Công tử Nhạc.
  - Bức Cật (偪姞), sinh Tấn Tương công, chết ở đất Bồ.
  - Quý Ngôi (季隗), sinh Bá Du và Thúc Lưu.
  - Đỗ Kì (杜祁), sinh Công tử Ung.
  - Tề Khương (齐姜).
  - Nam Uy (南威).
  - Chu thị (周氏), sinh Tấn Thành công.
- Hậu duệ:

1. Bá Du (伯鯈).
2. Thúc Lưu (叔刘)
3. Tấn Tương công Cơ Hoan.
4. Công tử Ung (公子雍).
5. Công tử Nhạc (公子乐).
6. Tấn Thành công Cơ Hắc Điến.
7. Bá Cơ (伯姬), còn gọi Triệu Cơ (赵姬) hay Quân Cơ Thị (君姬氏).

## Nhận định
Tấn Văn công là một trong Ngũ Bá thời Xuân Thu có sự nghiệp vẻ vang, thường được đời sau gọi chung với Tề Hoàn công là "Hoàn Văn". Tuy nhiên khi so sánh giữa Tấn Văn công với Tề Hoàn công, Giả Huyền Ông có ý kiến đánh giá Tề Hoàn công cao hơn:
| “               | Tề Hoàn [công] ung dung không vội vã, có khí tượng thời thịnh nhà Chu. Tấn Văn công nông cạn hấp tấp, như có phong độ Chiến Quốc, Tần, Hán. Tả truyện mới cho là trong việc Thành Bộc, vì 3 kẻ có tội mà dân phải phục theo, đều là dùng sai hình pháp. Điên Hiệt, Kỳ Mãn, Chu Chi Kiều đều có công lao, có năng lực, nếu thực có tội có thể tha được, thế mà đều bị chết. Tấn Văn tâm không được rộng rãi, lại được bọn Hồ [Yển], Triệu [Thôi] giúp cho thêm khắc nghiệt, mọi việc đều như thế cả. | ” |
| — Giả Huyền Ông | |   |

Khổng Tử thì nhận xét:
| “ | Vua Tấn Văn Công xảo trá mà không ngay thẳng. Vua Tề Hoàn Công ngay thẳng mà không xảo trá. | ” |

Đối với việc Tấn Tương công kế tục thành công nghiệp bá chủ sau này, Vương Nguyên Kiệt cho rằng có công lao của Tấn Văn công và đánh giá Tấn Văn công cao hơn Tề Hoàn công:
| “                    | Tề Hiếu [công] không có tài nối được nghiệp Tề Hoàn. Tấn Tương [công] lại nối được nghiệp bá của Tấn Văn, truyền cho mấy đời, thế là vì sao? Xét, quốc gia mà thịnh suy, là do nhân tài được dùng hay không dùng. Hoàn công dùng Quản Trọng, giao cho hết quyền. Quyền vào một người, người chết là nghiệp suy. Văn công từ khi về nước lên ngôi đã biết tuyển dụng bọn Hồ, Triệu để thành nghiệp bá, truyền cho con cháu mấy đời mà chưa hết. Thế thì cái đạo dùng người là việc làm đầu tiên của một quốc gia, đời sau lấy đấy làm gương. | ” |
| — Vương Nguyên Kiệt. | |   |

Lý Liêm nhận xét về việc Tấn Văn công phò thiên tử Chu Tương Vương giành lại ngôi vua:
| “         | Giúp thiên tử, hội chư hầu, chỉ vì có lợi, không phải vì nghĩa vua tôi. Tuy Hoàn, Văn đều chép, nhưng Văn không sánh với Hoàn được... Văn công nhiều công với chư hầu hơn so với Hoàn công, nhưng tội cũng nhiều hơn. Việc thì chóng thành hơn Hoàn nhưng nghĩa thì ít hơn Hoàn. Danh trội hơn, mà thực suy hơn. | ” |
| — Lý Liêm | |   |

## Trong văn hóa

### Đông Chu liệt quốc
Xem thêm: Tết Hàn thực
Tấn Văn công là một nhân vật trong tiểu thuyết Đông Chu liệt quốc của Phùng Mộng Long, xuất hiện từ hồi 27 đến hồi 44. Thời gian lưu lạc qua nhiều nước và sự nghiệp bá chủ của ông được mô tả sát với sử sách.
Riêng có chuyện Giới Tử Thôi có công theo hầu mà không được ban thưởng, Đông Chu liệt quốc kể khác với Sử ký và Tả truyện. Trên đường lánh nạn, lương thực cạn, Giới Tử Thôi phải lén cắt một miếng thịt đùi mình nấu lên dâng Trùng Nhĩ. Khi lên ngôi, Tấn Văn công quên công Tử Thôi. Giới Tử Thôi cõng mẹ vào rừng. Tấn Văn công mời ra nhiều lần không được, bèn nghe theo kế của Ngụy Thù, đốt rừng để Tử Thôi phải ra. Nhưng Tử Thôi vì tự trọng không ra lĩnh thưởng, hai mẹ con cùng chết trong rừng. Tấn Văn công thương xót bèn lập miếu thờ và hạ lệnh trong dân gian phải kiêng đốt lửa ba ngày, chỉ ăn đồ ăn nguội đã nấu sẵn để tưởng niệm. Từ đó việc kiêng nổi lửa chỉ ăn đồ nguội ngày 3 tháng 3 Âm lịch hàng năm được gọi là Tết hàn thực.
Chính sử không đề cập việc Tấn Văn công đốt rừng ép Tử Thôi phải ra. Tả truyện nhắc việc "hai mẹ con cùng đi ở ẩn rồi mất"; Sử ký chỉ nhắc tới việc Tấn Văn công đi mời Tử Thôi không được bèn lấy đất Miên Thượng cấp cho Tử Thôi, gọi là "ruộng Tử Thôi", còn núi Miên Thượng gọi là "Thôi Sơn", không nhắc tới cái chết của Tử Thôi.

### Điện ảnh
Năm 1990 đài TVB Hồng Kông đã cho thực hiện bộ phim truyền hình Tấn Văn công truyền kỳ trong đó nam diễn viên Lê Minh là người thủ vai công tử Trùng Nhĩ.
Năm 1996 điện ảnh Trung Quốc sản xuất phim Đông Chu liệt quốc, diễn viên Tưởng Khải vào vai Tấn Văn công.